# Chloroclysta
Chloroclysta is een geslacht van vlinders uit de familie van de spanners (Geometridae) en de onderfamilie Larentiinae.

## Soorten
- Chloroclysta miata (Linnaeus, 1758) - herfstpapegaaitje
- Chloroclysta populifolia Esper
- Chloroclysta siterata Hufnagel, 1767 - papegaaitje